# Pseudopiastrinopenia
La pseudopiastrinopenia o pseudotrombocitopenia è una piastrinopenia apparente che si rileva esclusivamente in vitro, cioè all'emocromo risulta un valore di piastrine inferiore a 150.000/microlitro nel sangue periferico.
Questo accade perché le piastrine suscettibili, a contatto con l’anticoagulante classicamente presente nelle provette da emocromo (l'EDTA) formano degli aggregati, rendendo inesatta la rilevazione strumentale. L'evento è anche dipendente da pH, temperatura e tempo. È possibile che vi sia un meccanismo anticorpo-mediato, rivolto contro antigeni della membrana piastrinica.
Altre cause di pseudopiastrinopenia possono essere la presenza di crioagglutinine, o una procedura di prelievo non adeguata, con traumatismi al vaso venoso ed attivazione dei meccanismi di coagulazione della parete vascolare.
La diagnosi differenziale con altre piastrinopenie si effettua attraverso un emocromo con diversi anticoagulanti (Eparina, Citrato, EDTA), per evidenziare le pseudopiastrinopenie da anticoagulante, oppure effettuando una conta sullo striscio di sangue periferico.
Studi clinici hanno rilevato, nei pazienti ospedalizzati, associazioni con neoplasie solide (24,3%), sindromi mieloproliferative e linfoproliferative (18,9%) e patologie autoimmuni (10,8%). Nei pazienti anziani ed ospedalizzati deve quindi essere considerato un segno di allarme per ricercare patologie sottostanti più severe.